# Ischnomera graeca
Ischnomera graeca es una especie de coleóptero de la familia Oedemeridae.

## Distribución geográfica
Habita en Grecia.